# Twenity 1991-1996
Quadrinity: Member's Best Selections è il sesto greatest hits del gruppo giapponese dei L'Arc~en~Ciel. È stato pubblicato il 16 febbraio 2011 dalla Ki/oon Records, contemporaneamente a Twenity 1997-1999 e Twenity 2000-2010.

## Tracce
1. Voice
2. Floods of tears
3. As if in a dream
4. Blurry Eyes
5. In the Air
6. White Feathers
7. Vivid Colors
8. Natsu no Yuuutsu [time to say good-bye] (夏の憂鬱)
9. I'm so happy
10. flower
11. Sayounara (さようなら)
12. Lies and Truth ("True" Mix)
13. Sai wa Nagerareta (賽は投げられた)
14. Caress of Venus
15. "good-morning Hide"